# یاسر اسلامی
یاسر اسلامی (انگلیسی: Yashir Islame؛ زادهٔ ۶ فوریهٔ ۱۹۹۱) بازیکن فوتبال متولد شیلی اهل فلسطین است.
از باشگاه‌هایی که در آن بازی کرده است می‌توان به باشگاه فوتبال اوی‌پشت و باشگاه فوتبال کولو-کولو اشاره کرد.
وی همچنین در تیم‌های ملی فوتبال زیر ۲۰ سال شیلی و فلسطین بازی کرده است.